# Quartier Croix-Daurade
Croix-Daurade, Crotz Daurada en òc, est un quartier populaire au nord de la ville de Toulouse, qui jadis se trouvait près des champs et des maraîchers. Aujourd'hui, les programmes de logements et les constructions déjà finies bouleversent la structure urbaine du quartier.

## Histoire
Paroisse du gardiage de Toulouse sous l'Ancien Régime et déclarée commune en 1790, Croix-Daurade porta le nom de Prairial durant la Révolution puis fut rattachée à Toulouse avant 1794.

## Lieux et monuments
- Le Castelet de Croix-Daurade. Classé au titre des monuments historiques, construit par l'architecte Auguste Virebent. En 1895, il fut offert à un pensionnat pour filles juste avant la mort du propriétaire.
- L'église Saint-Caprais, remarquable pour son orgue classé au titre des monuments historiques par les facteurs d'orgues Émile Poirier et Nicolas Lieberknecht, anciens employés de Daublaine Callinet[3].

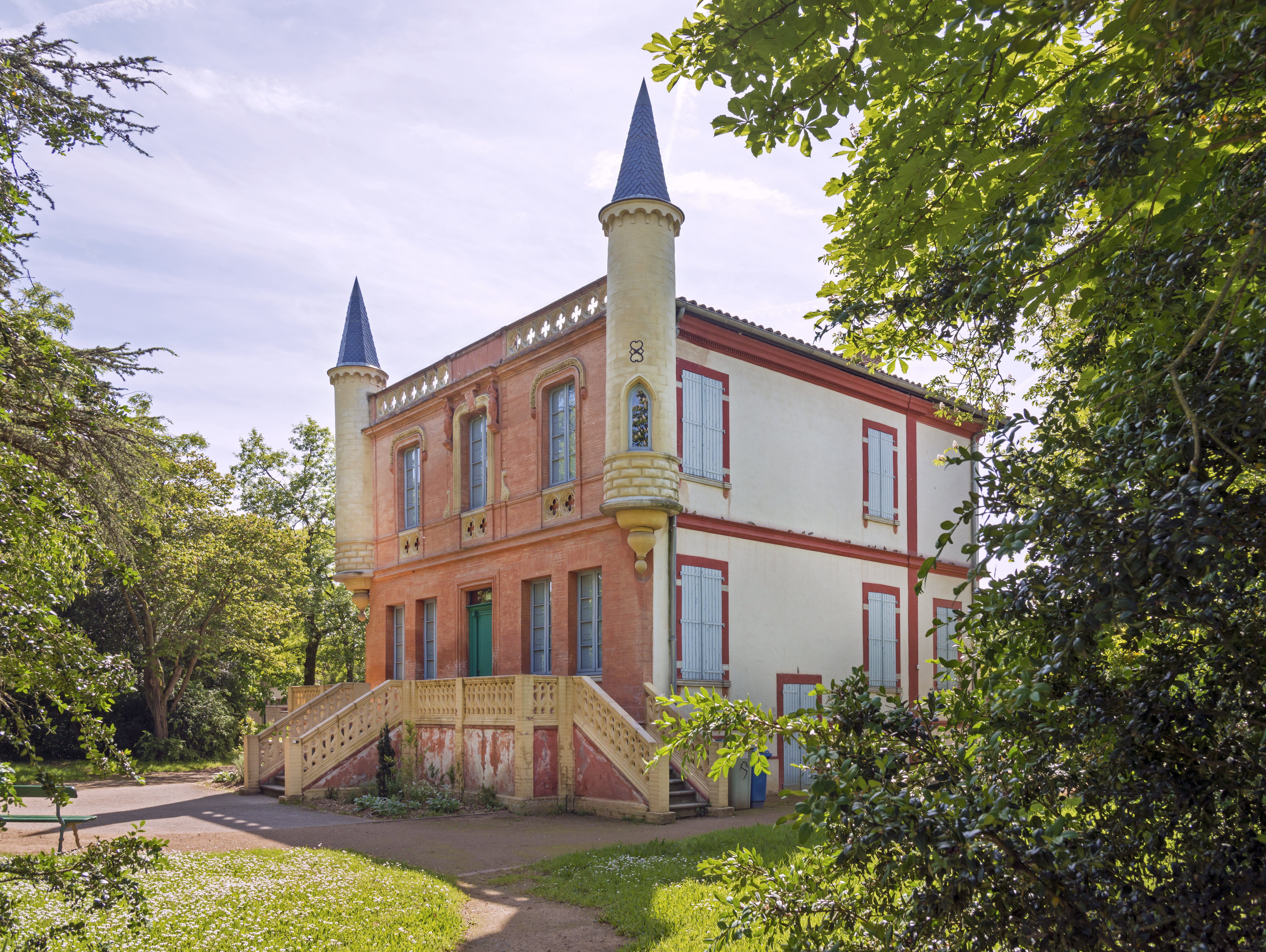
Le Castelet de Croix-Daurade
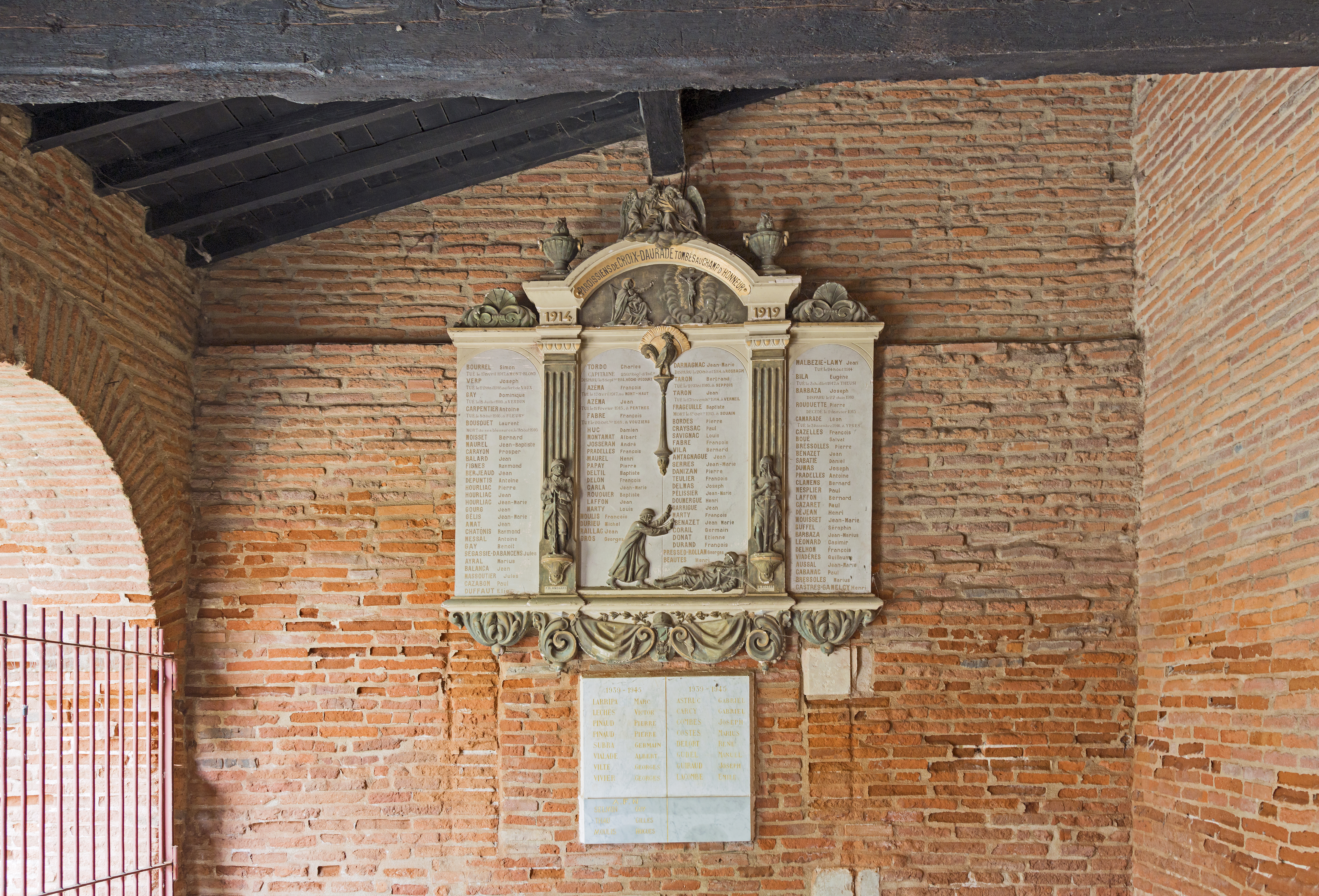
Saint-Caprais : Plaque commémorative
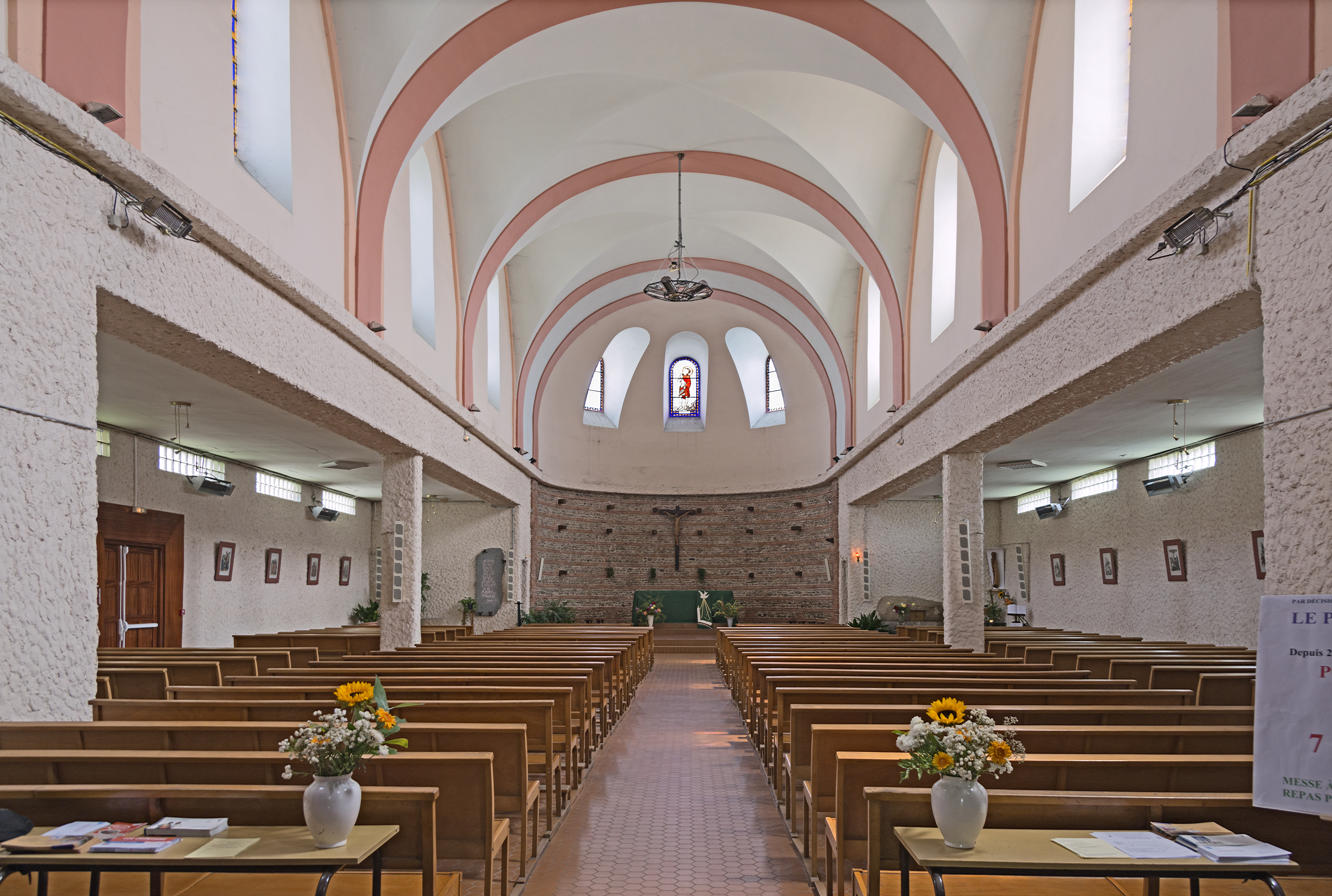
Saint-Caprais : la nef
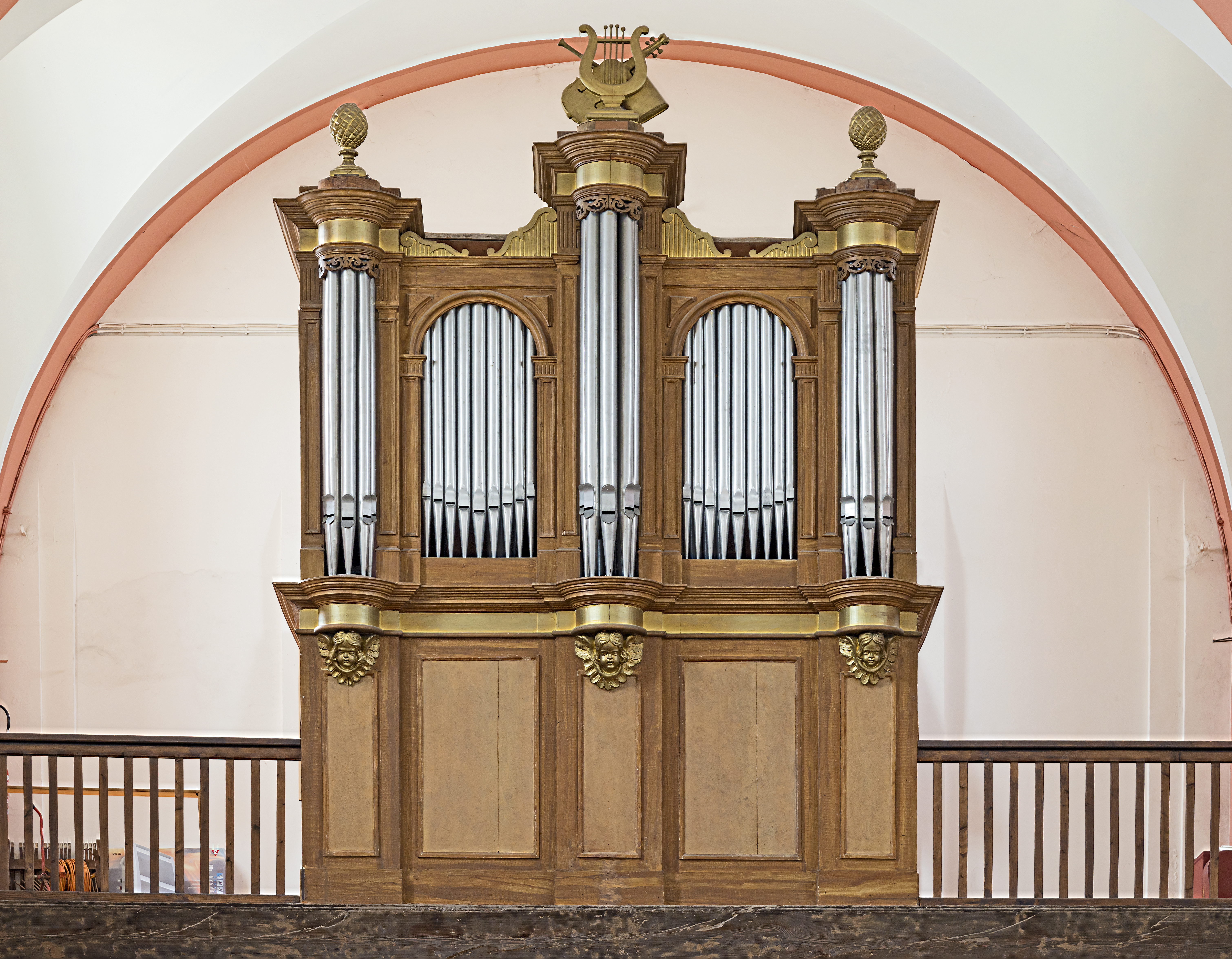
Saint-Caprais : l'orgue
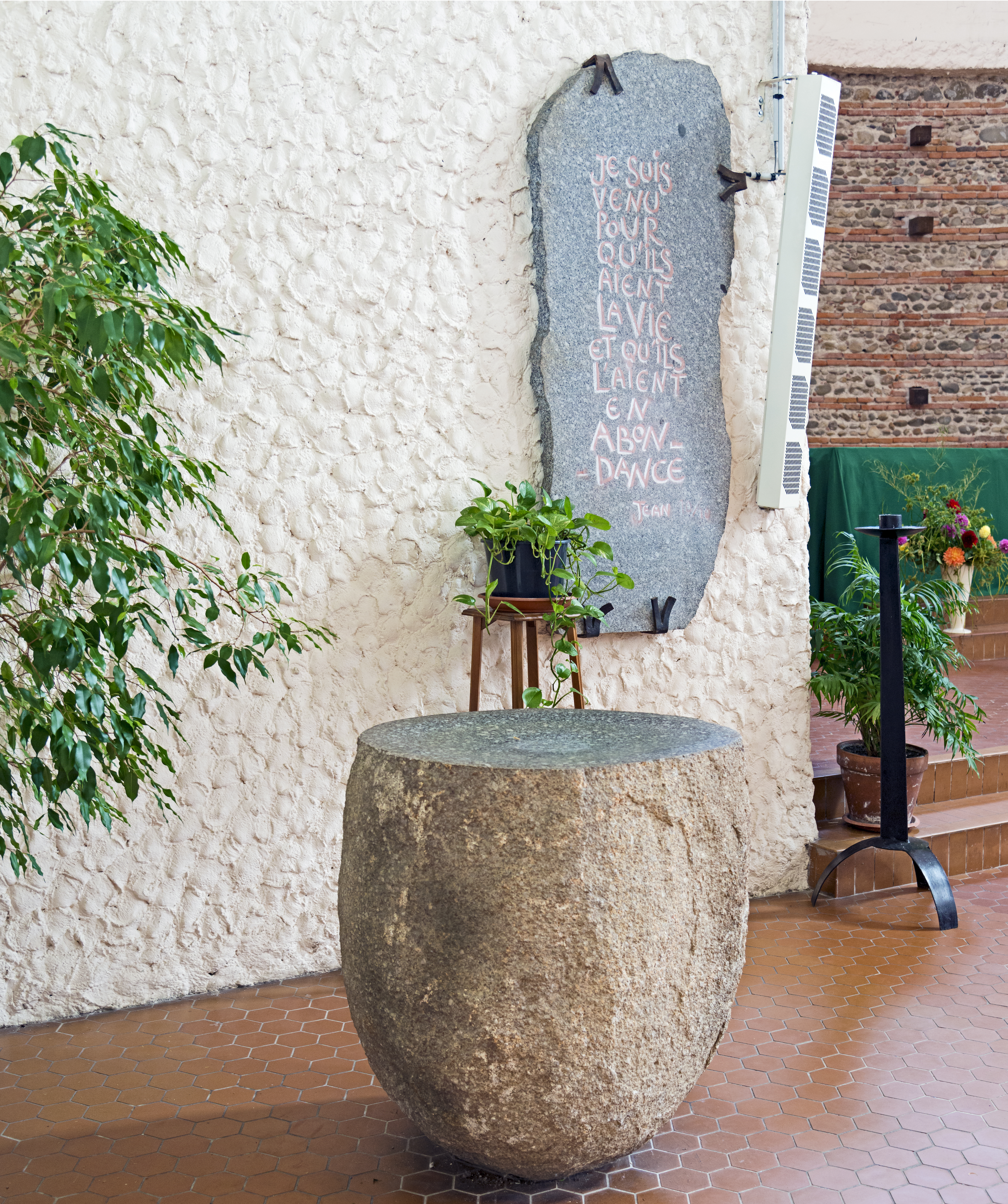
Saint-Caprais : les fonts baptismaux